# Billboard Pop 100
Billboard Pop 100 este un top creat de revista Billboard în februarie 2005 publicat săptămânal în Statele Unite ale Americii. Poziția în top este determinată de difuzările radio, vânzările de CD-uri single și descărcări digitale.